# Lückenliste

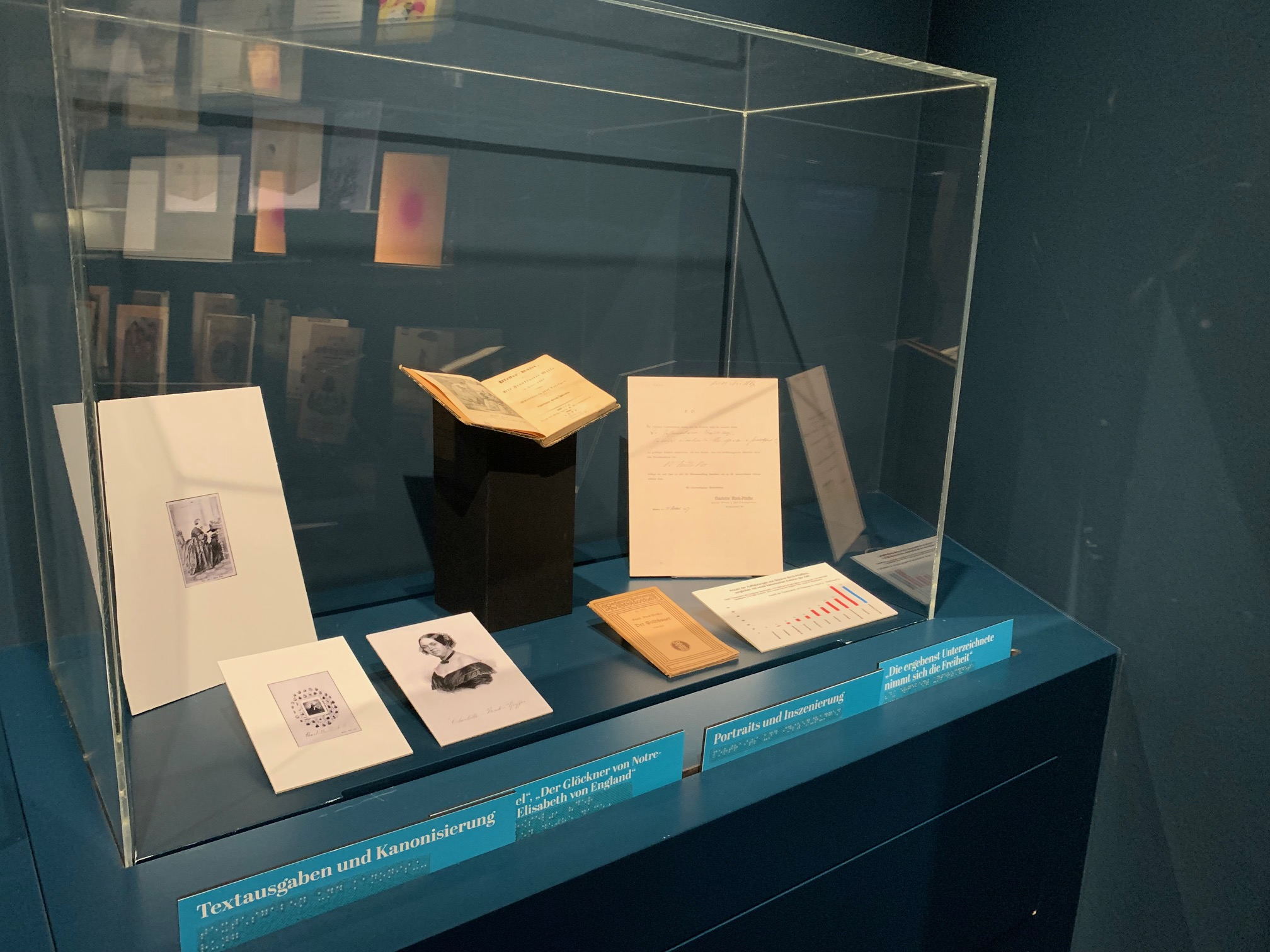
Ausstellung Lückenliste in der UB Frankfurt

Die Lückenliste ist ein kollaboratives Literaturprojekt, das von Mitgliedern des Netzwerks #breiterkanon initiiert wurde und im September 2023 online ging.

## Zielsetzung
Ziel des Projekts ist es, bestehende literarische Kanones kritisch zu hinterfragen und zu erweitern. Die Liste umfasst derzeit rund 165 Titel und wird kontinuierlich erweitert. Sie versteht sich nicht als Gegengewicht zu bestehenden Kanones, sondern als ein offenes, dynamisches Instrument zur Diskussion und Reflexion kanonisierter Literatur.
Die Lückenliste verfolgt zwei zentrale Anliegen: Erstens dient sie als pragmatisches Arbeitsmittel, das auf marginalisierte oder wenig beachtete literarische Werke aufmerksam macht. Zweitens wirft sie grundlegende Fragen zur Genese und Wirkung literarischer Kanonisierung auf. Die Auswahlkriterien der Liste wurden in einem offenen Diskussionsprozess erarbeitet und zielen darauf ab, eine Balance zwischen Kohärenz und Diversität zu wahren. Dabei wird bewusst auf normative Kanonisierungskriterien verzichtet, um hegemoniale Ausschlussmechanismen nicht zu reproduzieren.
Die Lückenliste positioniert sich als kritische Ergänzung zu den vielfältigen Praktiken der Kanonisierung in Schulen, Universitäten und dem Literaturbetrieb. Sie macht darauf aufmerksam, dass Kanones nicht neutral sind, sondern durch gesellschaftliche, institutionelle und ökonomische Mechanismen geformt werden. Die Liste deckt verschiedene Formen der Marginalisierung auf und regt zur Reflexion darüber an, welche literarischen Stimmen in die Kanonbildung einfließen und welche ausgegrenzt werden.

## Struktur und Idee
Die Lückenliste enthält Werke von Autoren und Autorinnen, die aus unterschiedlichen Gründen nicht oder nur unzureichend im etablierten Kanon vertreten sind. Dabei werden folgende Aspekte berücksichtigt:
- Geschlechtsspezifische Marginalisierung: Der Ausgangspunkt des Projekts war die Unterrepräsentation von Schriftstellerinnen.
- Intersektionale Perspektiven: Berücksichtigung von Autorinnen und Autoren, die als Person mehrfach marginalisiert wurden, z. B. durch Herkunft, Sprache, Religion oder soziale Stellung oder sich mit Themen der Marginalisierung befassen.
- Gattungs- und Genregrenzen: Werke aus marginalisierten literarischen Gattungen, darunter Tagebücher, Briefe, journalistische und essayistische Texte sowie Kinder- und Unterhaltungsliteratur.
- Institutionelle Bedingungen: Auswirkungen von Exil, Flucht, Verfolgung und sozialen Ausschlüssen auf die literarische Rezeption.

## Inhalte
Die Lückenliste deckt eine breite zeitliche Spanne ab und umfasst Werke von Autorinnen und Autoren verschiedenster Epochen und Kontexte:
- Sophie von La Roche (1730–1807): Eine der ersten deutschsprachigen Romanautorinnen, deren Werke lange Zeit vernachlässigt wurden.
- Charlotte Birch-Pfeiffer (1800–1868): Eine der meistgespielten Dramatikerinnen.
- Karl Emil Franzos (1848–1904): österreichischer Schriftsteller und Publizist.
- Else Lasker-Schüler (1869–1945): Expressionistische Lyrikerin, deren Werk nicht in vollem Umfang kanonisiert wurde.
- Anna Seghers (1900–1983): Schriftstellerin mit Fokus auf antifaschistische und exilierte Literatur.
- Aras Ören (* 1939): Autor und Aktivist, dessen Werk sich unter anderem Gastarbeitern und migrantisch gelesenen Personen widmet.
- May Ayim (1960–1996): Afrodeutsche Dichterin und  Aktivistin, deren Poesie und Essays eine marginalisierte Perspektive auf die deutsche Gesellschaft bieten.
- Emine Sevgi Özdamar (* 1946): Autorin, deren Werke die deutsch-türkische Migrationserfahrung literarisch verarbeiten.

## Rezeption und Weiterentwicklung
Die Lückenliste hat in literaturwissenschaftlichen und kulturkritischen Kreisen zunehmende Aufmerksamkeit erlangt und dient als wertvolle Ressource für Forschung, Lehre und literaturpolitische Diskussionen. Um die strukturellen Prozesse der Marginalisierung und Kanonisierung zu veranschaulichen, wurden verschiedene Formate entwickelt:
- Ausstellungen, die in Kooperation mit Universitäten und Kulturinstitutionen veranstaltet werden.[2][3]
- Im Rahmen des Lückenliste Hackathons an der Goethe-Universität Frankfurt im Februar 2025 wurden unter anderem neue Ansätze zur Erweiterung der Liste diskutiert und erste Konzepte für eine weiterführende Ausstellung erarbeitet.
- Eine Videoinstallation, in der exemplarische Werke vorgestellt und die Hintergründe ihrer Marginalisierung erörtert werden.[4]

Durch solche multimedialen und interdisziplinären Initiativen fördert die Lückenliste eine breitere Auseinandersetzung mit bislang vernachlässigten literarischen Werken und regt zur Reflexion über die Mechanismen der Kanonbildung an.
Die Lückenliste ist ein dynamisches, offenes Projekt, das zur Diskussion und Reflexion literarischer Kanonisierung einlädt. Sie zeigt, dass Kanones nicht nur literarische Präferenzen widerspiegeln, sondern tief in gesellschaftliche Machtstrukturen eingebettet sind. Durch ihre kontinuierliche Erweiterung und interdisziplinäre Nutzung leistet die Lückenliste einen wichtigen Beitrag zur Sichtbarmachung marginalisierter Literatur und zur kritischen Auseinandersetzung mit literarischen Traditionen.